# Nick Steele
Nick Steele (ur. 5 lutego 1980 w Coffs Harbour) – australijsko-amerykański aktor telewizyjny i filmowy.

## Życiorys
Urodził się w Coffs Harbour w Australii jako syn Australijczyka i Amerykanki, wychowywał się w hrabstwie Orange z dwójką braci Jimem i Chrisem oraz siostrą Cassie. W 2002 roku ukończył z wyróżnieniem wydział psychologii i literatury francuskiej w University of California w San Diego. Spędził trzy lata za granicą w Tuluzie we Francji i podróżował w całej Europie, zanim osiedlił się w Los Angeles.

## Wybrana filmografia
- 2002: Siódme niebo jako Mark
- 2005: Czarodziejki jako Whit
- 2005: Żar młodości jako Justin
- 2006 Komedia romantyczna (Date Movie) jako Kevin Federline
- 2007: Wielkie kino (Epic Movie) jako kierownik Archer
- 2007: Czas na Briana (What About Brian) jako fotograf
- 2007: CSI: Kryminalne zagadki Miami jako Brody Lassiter
- 2008: Poznaj moich Spartan (Meet the Spartans) jako Kevin Federline
- 2008: Totalny kataklizm (Disaster Movie) jako model
- 2008: Californication jako Gus
- 2009: Tajemnica Amy jako Kevin
- 2010: Moda na sukces (The Bold and the Beautiful) jako Max
- 2011: Ekipa jako David
- 2012-2013: Partnerzy (Partners) jako Jerome
- 2013: Świat według Mindy (The Mindy Project) jako Chaz
- 2015: Ted 2 jako przypadkowy chłopak
- 2015: Pojedynek na życie jako Adam Platt
- 2015: Nierandkowalni jako Doug
- 2016: Rosewood jako Darrin Barber